# Raymond Chevreuille
Raymond Chevreuille (ur. 17 listopada 1901 w Watermael-Boitsfort w Brukseli, zm. 9 maja 1976 w Montigny-le-Tilleul) – belgijski kompozytor.

## Życiorys
W zakresie kompozycji był w znacznej mierze autodydaktą, odbył jedynie krótki kurs w Conservatoire royal de Music w Brukseli. W latach 1933–1959 pracował jako inżynier dźwięku w Radiu Belgijskim. Zdobył Prix de l’Art populaire (1944), Prix Italia za baśń radiową D’un diable de briquet (1950) i nagrodę na Międzynarodowym Konkursie Kompozytorskim im. królowej Elżbiety Belgijskiej za II Koncert fortepianowy (1952). Wielokrotnie reprezentował Belgię na festiwalach Międzynarodowego Towarzystwa Muzyki Współczesnej.

## Twórczość
Początkowo pozostawał pod wpływem Richarda Straussa i Igora Strawinskiego, ok. 1935 roku zaadaptował technikę dodekafoniczną. Jego twórczość ma cechy politonalnego synkretyzmu. Łączył środki tonalne, atonalne i modalne, które podporządkowywał myśleniu harmonicznemu. Muzyka Chevreuille’a cechuje się szeroką skalą ekspresji, dramatyzmem i intensywnością form wyrazu. Muzykolog Paul Collaer porównywał jego twórczość z twórczością Luigiego Dallapiccoli, Oliviera Messiaena i Dmitrija Szostakowicza.

## Ważniejsze kompozycje
(na podstawie materiałów źródłowych)

### Utwory orkiestrowe
- 3 koncerty fortepianowe (1937, 1952, 1968)
- Mouvements symphoniques (1938)
- I symfonia (1939)
- II symfonia „Symphonie des souvenirs” na kwartet wokalny, recytatora i orkiestrę (1944)
- III symfonia (1951)
- IV symfonia „Short Symphony” (1952)
- V symfonia „Symphonie printanière” (1954)
- VI symfonia (1957)
- VII symfonia (1964)
- VIII symfonia (1970)
- 2 koncerty wiolonczelowe (1940, 1965)
- 3 koncerty skrzypcowe (1941, 1953, 1965)
- koncert na obój, klarnet, fagot i orkiestrę (1943)
- koncert podwójny na fortepian, saksofon lub altówkę i orkiestrę (1946)
- Concerto na orkiestrę (1947)
- Divertissement na orkiestrę kameralną (1948)
- Barbe-Bleue (1949)
- koncert na róg (1950)
- koncert na trąbkę (1954)
- Récréaction de midi na smyczki (1955)
- suita Mouvements na instrumenty dęte (1956)
- suita Carnaval à Ostende (1959)
- Presto Giocoso (1961)
- Concerto grosso na 2 trąbki i orkiestrę (1961)
- koncert na flet i orkiestrę kameralną (1961)
- suita Breugel, peintre des humbles (1963)
- koncert na klarnet, smyczki i perkusję (1968)
- 2 Airs (1971)

### Utwory kameralne
- 6 kwartetów smyczkowych (1930, 1934, 1934, 1939, 1943, 1945)
- trio fortepianowe (1936)
- trio smyczkowe (1937)
- kwartet fortepianowy (1938)
- sonata wiolonczelowa (1941)
- Divertissement na kwintet dęty (1942)
- Musiques liliputiennes na 4 flety (1942)
- kwartet na 4 wiolonczele (1942)
- Variations na skrzypce i fortepian (1946)
- Récit et Air gai na klarnet i fortepian (1950)
- 5 bagateli na kwartet smyczkowy (1952)
- Serenade na kwintet dęty (1958)
- kwartet dęty (1964)
- trio na flet, altówkę i kontrabas lub fortepian (1961)
- kwintet klarnetowy (1968)

### Utwory wokalno-instrumentalne
- Le fléau na narratora, mezzosopran, baryton, bas, chór i orkiestrę (1930)
- Le cantique du soleil, L’éléphant et le papillon, La dispute des orgues na chór i orkiestrę (1941)
- Evasions na sopran i orkiestrę kameralną (1942)
- Saisons na baryton i orkiestrę kameralną (1943)
- Prière pour les condamnés à mort na narratora i orkiestrę kameralną (1944)
- Complainte pour l’orgue de la nouvelle barbarie na alt, baryton, chór i altówkę do słów Louisa Aragona (1948)
- Vox belgarum na chór i fortepian (1952)
- Histoires plaisantes na baryton i orkiestrę smyczkową (1952)
- D’un monde imaginaire na baryton i orkiestrę (1960)
- Assonances na narratora i orkiestrę do słów Paula Verlaine’a (1962)
- Consonances na narratora i orkiestrę (1962)
- Rapsodia na mezzosopran i orkiestrę (1969)

### Utwory sceniczne
- opera Atta Troll, libretto według Heinricha Heinego (1922)
- balet Jean et les Argayons (1934)
- balet Cendrillon (1946)
- balet La Bal chez la portière (1954)
- balet telewizyjny Spéléomagie (1959)

### Muzyka radiowa
- D’un diable de briquet (1950)
- L’Élixir du révérend père Gaucher (1951)